# Mikhail Vergeyenko
Mikhail Nikiforovich Vergeyenko - em russo, Михаил Никифорович Вергеенко e, em bielorrusso, Міхаіл Нікіфаровіч Вергеенка (Gomel, 12 de janeiro de 1950 – Minsk, 16 de julho de 2024) foi um futebolista e treinador de futebol bielorrusso.

## Carreira
Embora fosse revelado pelo Spartak Gomel (atual FC Gomel) e tendo se profissionalizado pela equipe em 1970, Vergeyenko não jogou nenhuma partida oficial. Fez toda sua carreira no Dínamo Minsk, que era o principal clube da RSS da Bielorrússia à época. Jogou pelos alvi-azuis por 13 anos, conquistando em 1982, o único campeonato soviético da equipe e da República. Aposentou-se em 1983, e durante o restante da década de 1980 e no início dos anos 1990, trabalhou como auxiliar, diretor-esportivo e treinador.
Vergeyenko foi o primeiro técnico da Seleção da Bielorrússia, exercendo o cargo duas vezes: entre 1992 e 1994 (em paralelo com suas funções no Dínamo Minsk) e entre 1997 e 1999. Nas duas passagens, foi substituído por Sergey Borovskiy, seu ex-companheiro de clube.
Ele ainda foi técnico do Hasper SV (clube que disputa campeonatos amadores da Alemanha) de 1995 a 1997.

## Seleção Soviética
Pela Seleção Soviética principal, Vergeyenko nunca foi convocado, embora tivesse jogado pelo time Sub-21, porém o número de jogos disputados por ele é desconhecido.

## Vida pessoal e morte
Seu filho, Aleksey, foi também jogador de futebol e também virou treinador após deixar os gramados.
Mikhail morreu em 16 de julho de 2024, aos 74 anos.

## Títulos
Dínamo Minsk
- Campeonato Soviético: 1 (1982)[2]
- Campeonato Bielorrusso: (1992, 1992–93, 1993–94)